# My Country, My Country
Pour plus de détails, voir Fiche technique et Distribution.
My Country, My Country est un documentaire américain de Laura Poitras sorti en 2006, qui traite de l'occupation américaine en Irak.

## Synopsis
Laura Poitras a passé plus de huit mois en Irak, soit à travailler seule, soit à suivre pendant quelque temps une équipe des Affaires civiles de l'armée américaine, pendant les élections pour filmer son documentaire. Celui-ci montre la vie en Irak pour les Irakiens moyens sous occupation américaine. Poitras se concentre principalement sur le Dr Riyadh al-Adhadh, un médecin irakien, père de six enfants et candidat politique sunnite.

## Réception et conséquences
Le film est bien reçu par les critiques et est nommé pour l'Oscar du meilleur documentaire en 2006.
Le film a une distribution en salles limitée aux États-Unis. En octobre 2006, le documentaire est diffusé sur le réseau de télévision public PBS, dans l'émission P.O.V, qui présente des films de non-fiction.
Après avoir terminé le film, Poitras affirme: " Depuis que j'ai terminé My Country, My Country, j'ai été placé sur la liste de surveillance du département de la sécurité intérieure (DHS) " et qu'elle a été informé par la sécurité de l'aéroport " qu'on m'avait attribué l'indice de menace le plus élevé possible au département de la sécurité intérieure ".
Ce film est le premier d'une série de trois, le second étant The Oath (2010), qui suit deux hommes ayant des liens avec al-Qaïda et Ben Laden. Le troisième, Citizenfour (2014), se concentre sur les programmes nationaux de surveillance de la NSA. 
Elle poursuit le gouvernement américain pour ses plus de 40 arrestations par des fonctionnaires américains.